# Notația Conway a poliedrelor
În geometrie, notația Conway a poliedrelor, inventată de John Horton Conway și promovată de George W. Hart, este utilizată pentru a descrie poliedrele pe baza notației unui poliedru inițial („sămânța”) completată cu diverse prefixe ale operațiilor.
Conway și Hart au extins ideea utilizării operatorilor, așa cum trunchierea a fost definită de Kepler, pentru a construi poliedre înrudite cu aceeași simetrie. De exemplu, tC reprezintă un cub trunchiat, iar taC, înțeles ca {\displaystyle t(aC)}, este (topologic) un cuboctaedru trunchiat. Cel mai simplu operator, dualul, interschimbă elementele vârfuri cu fețe; de exemplu, un cub dual este un octaedru: dC = O. Aplicați consecutiv, acești operatori permit generarea multor poliedre de ordin superior. Conway a definit operatorii abdegjkmost, în timp ce Hart a adăugat r și p. Implementările ulterioare au introdus și alți operatori, uneori denumiți operatori „extinși”. Operatorii Conway de bază sunt suficienți pentru a genera poliedrele arhimedice și cele Catalan din poliedrele platonice. Unele operații de bază pot fi realizate prin compunerea altora: de exemplu, ambo aplicat de două ori este operația de extindere: aa = e, în timp ce o trunchiere după ambo produce bont: ta =b.
Poliedrele pot fi studiate topologic cu privire la modul în care vârfurile, muchiile și fețele lor se conectează între ele, sau geometric cu privire la plasarea acestor elemente în spațiu. Implementări diferite ale acestor operatori pot crea poliedre care sunt geometric diferite, dar topologic echivalente. Aceste poliedre echivalente din punct de vedere topologic pot fi considerate ca fiind unul dintre multele încorporări ale unui graf poliedric pe sferă. Dacă nu se specifică altfel, în acest articol (și în literatura despre operatorii Conway în general) topologia este principala preocupare. Pentru a evita ambiguitatea, poliedrele de gen 0 (adică echivalente topologic cu sfera) sunt adesea puse în formă canonică.

## Operatori
În notația Conway, operațiile pe poliedre sunt efectuate ca funcții, de la dreapta la stânga. De exemplu, un cuboctaedru este un cub ambo, adică {\displaystyle a(C)=aC}, iar un cuboctaedru trunchiat este {\displaystyle t(a(C))=t(aC)=taC}. Aplicarea repetată a unui operator poate fi notată cu un exponent: j2 = o. În general, operatorii Conway nu sunt comutativi.
Operatorii individuali pot fi vizualizați în termeni de domenii fundamentale (sau camere), ca mai jos. Orice triunghi dreptunghic este un domeniu fundamental. Orice cameră albă este o versiune rotită a celorlalte, la fel și celelalte camere colorate. Pentru operatorii achirali, camerele colorate sunt reflexii ale camerelor albe și toate sunt tranzitive. În termeni de grup, operatorii achirali corespund grupurilor diedrale Dn unde n este numărul laturilor unei fețe, în timp ce operatorii chirali corespund grupurilor ciclice Cn lipsite de simetria reflexivă a grupurilor diedrale. Operatorii achirali și chirali sunt numiți și operații locale de conservare a simetriei (engleză local symmetry-preserving – LSP), respectiv operații locale care conservă simetriile de conservare a orientării (engleză local operations that preserve orientation-preserving symmetries – LOPSP). LSP-urile ar trebui înțelese ca operații locale care conservă simetria, nu ca operații care conservă simetria locală. Din nou, acestea sunt simetrii într-un sens topologic, nu în sens geometric: unghiurile exacte și lungimile muchiilor pot diferi.
| 3 (Triunghi) | 4 (Pătrat) | 5 (Pentagon) | 6 (Hexagon) |
| --- | ---------- | ------------ | ----------- |
| |            |              |             |
| Domeniile fundamentale pentru grupurile poliedrelor. Grupurile sunt {\displaystyle D_{3},D_{4},D_{5},D_{6}} pentru poliedre achirale și {\displaystyle C_{3},C_{4},C_{5},C_{6}} pentru poliedre chirale. |            |              |             |

Hart a introdus operatorul de reflexie r, care generează imaginea în oglindă a poliedrului. Acesta nu este strict un LOPSP, deoarece nu conservă orientarea: o inversează, interschimbând camerele albe și roșii. r nu are niciun efect asupra poliedrelor achirale, în afară de orientare, iar rr = S revine la sămânță (poliedrul inițial). Pentru a indica cealaltă formă chirală a unui operator se folosește o linie de suprabarare: s = rsr.
O operațiune este ireductibilă dacă nu poate fi exprimată printr-o compunere de operatori, în afară de d și r. Majoritatea operatorilor originali ai Conway sunt ireductibili: excepțiile sunt e,  b,  o și m.

### Reprezentarea matricială
| x   | {\displaystyle {\begin{bmatrix}a&b&c\\0&d&0\\a'&b'&c'\end{bmatrix}}=\mathbf {M} _{x}}                                 |
| xd  | {\displaystyle {\begin{bmatrix}c&b&a\\0&d&0\\c'&b'&a'\end{bmatrix}}=\mathbf {M} _{x}\mathbf {M} _{d}}                 |
| dx  | {\displaystyle {\begin{bmatrix}a'&b'&c'\\0&d&0\\a&b&c\end{bmatrix}}=\mathbf {M} _{d}\mathbf {M} _{x}}                 |
| dxd | {\displaystyle {\begin{bmatrix}c'&b'&a'\\0&d&0\\c&b&a\end{bmatrix}}=\mathbf {M} _{d}\mathbf {M} _{x}\mathbf {M} _{d}} |

Relația dintre numărul de vârfuri, muchii și fețe ale poliedrului inițial și a celui creat prin operațiile enumerate în acest articol poate fi exprimată ca o matrice {\displaystyle \mathbf {M} _{x}}. Când x este operatorul, {\displaystyle v,e,f} sunt vârfurile, muchiile și fețele poliedrului inițial iar {\displaystyle v',e',f'} sunt vârfurile, muchiile și fețele poliedrului rezultat, atunci
{\displaystyle \mathbf {M} _{x}{\begin{bmatrix}v\\e\\f\end{bmatrix}}={\begin{bmatrix}v'\\e'\\f'\end{bmatrix}}}.
Matricea pentru compunerea a doi operatori este chiar produsul matricilor celor doi operatori. Operatori diferiți pot avea aceeași matrice, de exemplu, p și l. Numărul de muchii al rezultatului este un multiplu întreg d al celui inițial: aceasta se numește rata de inflație sau coeficientul muchiilor.
Cei mai simpli operatori, funcția identitate S și operatorul dual d, au forme simple ale matricilor:
{\displaystyle \mathbf {M} _{S}={\begin{bmatrix}1&0&0\\0&1&0\\0&0&1\end{bmatrix}}=\mathbf {I} _{3}}, {\displaystyle \mathbf {M} _{d}={\begin{bmatrix}0&0&1\\0&1&0\\1&0&0\end{bmatrix}}}
Doi operatori duali se anulează reciproc: dd = S, iar pătratul {\displaystyle \mathbf {M} _{d}\,} este matricea unitate. Atunci când este aplicat altor operatori, operatorul dual corespunde reflexiilor orizontale și verticale ale matricei. Operatorii pot fi grupați în grupuri de patru (sau mai puțini dacă unele forme sunt aceleași) prin identificarea operatorilor x, xd (x dual), dx (dualul lui x), și dxd (conjugatul lui x). În acest articol, este dată doar matricea pentru x, deoarece celelalte sunt simple reflexii.

### Numărul operatorilor
Numărul de LSP-uri pentru fiecare rată a inflației este {\displaystyle 2,2,4,6,6,20,28,58,82,\cdots } începând cu rata inflației 1. Totuși, nu toate LSP-urile produc neapărat un poliedru, ale cărui muchii și vârfuri formează un graf 3-conectat și, ca o consecință a teoremei Steinitz, nu produc neapărat un poliedru convex dintr-o sămânță convexă. Numărul de LSP-uri 3-conectate pentru fiecare rată a inflației este {\displaystyle 2,2,4,6,4,20,20,54,64,\cdots }.

## Operații originale
Strict, termenii „sămânță” (engleză Seed – S), nid (engleză needle – n) și zip (z) nu au fost introduși de Conway, dar sunt legați de operațiile Conway originale prin dualitate, așa că sunt tratați aici.
De aici înainte, operațiunile sunt vizualizate pe cubul sămânță, desenate pe suprafața acestui cub. Fețele albastre traversează marginile seminței, iar fețele roz se află deasupra vârfurilor seminței. Există o oarecare flexibilitate în plasarea exactă a vârfurilor, în special în cazul operatorilor chirali.
| Coeficientul muchiei | Matrice {\displaystyle \mathbf {M} _{x}}                          | x            | xd           | dx               | dxd              | Note |
| -------------------- | ----------------------------------------------------------------- | ------------ | ------------ | ---------------- | ---------------- | --- |
| 1                    | {\displaystyle {\begin{bmatrix}1&0&0\\0&1&0\\0&0&1\end{bmatrix}}} | Sămânță: S   | Dual: d      | Dual: d          | Sămânță: dd = S  | Dualul înlocuiește fiecare față cu un vârf și fiecare vârf cu o față.                                                                                           |
| 2                    | {\displaystyle {\begin{bmatrix}1&0&1\\0&2&0\\0&1&0\end{bmatrix}}} | Jonc: j      | Jonc: j      | Ambo: a          | Ambo: a          | Joncțiunea creează fețe patrulatere. Ambo creează vârfuri de gradul 4 și se mai numește rectificare.                                                            |
| 3                    | {\displaystyle {\begin{bmatrix}1&0&1\\0&3&0\\0&2&0\end{bmatrix}}} | Kis: k       | Nid: n       | Zip: z           | Trunchiat: t     | Kis ridică o piramidă pe fiecare față. Trunchierea taie poliedrul la vârfurile sale, dar lasă o porțiune a muchiilor originale. Zip este numit și bitrunchiere. |
| 4                    | {\displaystyle {\begin{bmatrix}1&1&1\\0&4&0\\0&2&0\end{bmatrix}}} | Orto: o = jj | Orto: o = jj | Expandat: e = aa | Expandat: e = aa | |
| 5                    | {\displaystyle {\begin{bmatrix}1&2&1\\0&5&0\\0&2&0\end{bmatrix}}} | Giro: g      | gd = rgr     | sd = rsr         | Snub: s          | Operatori chirali. Contrar lui Hart, gd nu este același cu g: este perechea sa chirală.                                                                         |
| 6                    | {\displaystyle {\begin{bmatrix}1&1&1\\0&6&0\\0&4&0\end{bmatrix}}} | Meta: m = kj | Meta: m = kj | Bont: b = ta     | Bont: b = ta     | |

## Semințe
Orice poliedru poate servi ca sămânță, atâta timp cât operațiile pot fi executate pe acesta. Semințelor cunoscute li s-a atribuit o literă. Poliedrele platonice sunt notate cu prima literă a denumirii lor: (Tetraedru, Octaedru, Cub, Icosaedru, Dodecaedru). Celorlalte li s-au atribuit următoarele litere: prisme (Pn) pentru formele n-gonale; antiprisme (An); cupole (Un);  anticvpole (Vn); pyramide (Yn). Orice poliedru Johnson poate fi notat cu Jn, pentru n = 1 ... 92.
Toate cele cinci poliedre regulate pot fi generate de la generatoare prismatice cu zero până la doi operatori:
- Piramidă triunghiulară: Y3 (Tetraedrul este o piramidă particulară)
  - T = Y3
  - O = aT (tetraedru ambo)
  - C = jT (tetraedru jonc)
  - I = sT (tetraedru snub)
  - D = gT (tetraedru giro)
- Antiprismă triunghiulară: A3 (Octaedrul este o antiprismă particulară)
  - O = A3
  - C = dA3
- Prismă pătrată: P4 (Cubul este o prismă particulară)
  - C = P4
- Antiprismă pentagonală: A5
  - I = k5A5  (Caz particular de bipiramidă giroalungită)
  - D = t5dA5 (Caz particular de trapezoedru trunchiat)

Pavările euclidiene regulate pot fi și ele folosite ca semințe:
- Q = Q-dală = Pavare pătrată
- H = H-dală  = Pavare hexagonală = dΔ
- Δ = D-dală = Pavare triunghiulară = dH

## Operații extinse
Acestea sunt operații create după apariția setului original al lui Conway. Există mult mai multe operații decât au fost denumite; doar pentru că o operație nu este aici nu înseamnă că nu există (sau nu este o LSP sau LOPSP).

### Meta/Bont
Meta adaugă vârfuri în centrul fețelor și de-a lungul muchiilor, în timp ce bont (teșirea) adaugă fețe în centrul fețelor și de-a lungul muchiilor semințelor. Indicele este numărul de vârfuri sau fețe adăugate de-a lungul marginilor. Meta (în forma sa neindexată) se mai numește cantitrunchiere sau omnitrunchiere. Indicele „0” înseamnă că se adaugă zero vârfuri (sau fețe) de-a lungul marginilor.
| n | Coeficientul muchiei | Matrice {\displaystyle \mathbf {M} _{x}}                                | x           | xd          | dx          | dxd         |
| - | -------------------- | ----------------------------------------------------------------------- | ----------- | ----------- | ----------- | ----------- |
| 0 | 3                    | {\displaystyle {\begin{bmatrix}1&0&1\\0&3&0\\0&2&0\end{bmatrix}}}       | k = m0      | n           | z = b0      | t           |
| 1 | 6                    | {\displaystyle {\begin{bmatrix}1&1&1\\0&6&0\\0&4&0\end{bmatrix}}}       | m = m1 = kj | m = m1 = kj | b = b1 = ta | b = b1 = ta |
| 2 | 9                    | {\displaystyle {\begin{bmatrix}1&2&1\\0&9&0\\0&6&0\end{bmatrix}}}       | m2          | m2d         | b2          | b2d         |
| 3 | 12                   | {\displaystyle {\begin{bmatrix}1&3&1\\0&12&0\\0&8&0\end{bmatrix}}}      | m3          | m3d         | b3          | b3d         |
| n | 3n+3                 | {\displaystyle {\begin{bmatrix}1&n&1\\0&3n+3&0\\0&2n+2&0\end{bmatrix}}} | mn          | mnd         | bn          | bnd         |

## Exemple

### Poliedre arhimedice și Catalan
Setul original de operatori Conway poate crea toate poliedrele arhimedice și Catalan, pornind de la poliedrele platonice ca semințe. (Operatorul r nu este necesar pentru a crea ambele forme chirale.)
- Poliedre arhimedice
- Tetraedru trunchiat
tT
- Cuboctaedru
aC = aaT
- Cub trunchiat
tC
- Octaedru trunchiat
tO = bT
- Rombicuboctaedru
eC = a3T
- Cuboctaedru trunchiat
 bC
- Cub snub
sC
- Icosidodecaedru
aD
- Dodecaedru trunchiat
tD
- Icosaedru trunchiat
tI
- Rombicosidodecaedru
eD
- Icosidodecaedru trunchiat
bD
- Dodecaedru snub
sD & sI

- Poliedre Catalan
- Tetraedru triakis
kT
- Dodecaedru rombic
jC
- Octaedru triakis
kO
- Hexaedru tetrakis
kC
- Icositetraedru romboidal
oC
- Dodecaedru disdyakis
mC
- Icositetraedru pentagonal
gC
- Triacontaedru rombic
jD
- Icosaedru triakis
kI
- Dodecaedru pentakis
kD
- Hexacontaedru romboidal
oD
- Triacontaedru disdyakis
mD
- Hexacontaedru pentagonal
gD & gI

### Operatori compuși
Icosaedrul trunchiat, tI = zD, poate fi folosit ca sămânță pentru a crea niște poliedre plăcute vizual, deși acestea nu sunt tranzitive nici pe vârfuri nici pe fețe.
- tI=zD
- atI
- ttI
- ztI
- etI
- btI
- stI

- Dualele celor de mai sus
- nI=kD
- jtI
- ntI
- ktI
- otI
- mtI
- gtI

### În plan
Fiecare dintre pavările uniforme convexe poate fi creată prin aplicarea operatorilor Conway la pavările regulate Q, H și Δ.
- Pavare pătrată
Q=dQ
- Pavare pătrată trunchiată
tQ
- Pavare pătrată tetrakis
kQ
- Pavare pătrată snub
sQ
- Pavare pentagonală Cairo
gQ

- Pavare hexagonală
H = dΔ
- Pavare trihexagonală
aH = aΔ
- Pavare hexagonală trunchiată
tH
- Pavare rombitrihexagonală
eH = eΔ
- Pavare trihexagonală trunchiată
bH = bΔ
- Pavare trihexagonală snub
sH = sΔ

- Pavare triunghiulară
Δ = dH
- Pavare rombică
jΔ = jH
- Pavare triunghiulară triakis
kΔ
- Pavare trihexagonală romboidală
oΔ = oH
- Pavare kisrombică
mΔ = mH
- Pavare pentagonală floare
gΔ = gH

### Pe tor
Operatorii Conway pot fi aplicați și la poliedre toroidale și poliedre cu găuri multiple.
- 1x1 tor pătrat regulat, {4,4}1,0
- 4x4 tor pătrat regulat, {4,4}4,0
- Pavare tQ24×12 pe tor
- Pavare taQ24×12 pe tor
- Pavare actQ24×8 pe tor
- Pavare tH24×12 pe tor
- Pavare taH24×8 pe tor
- Pavare kH24×12 pe tor